# 塞坎普湖

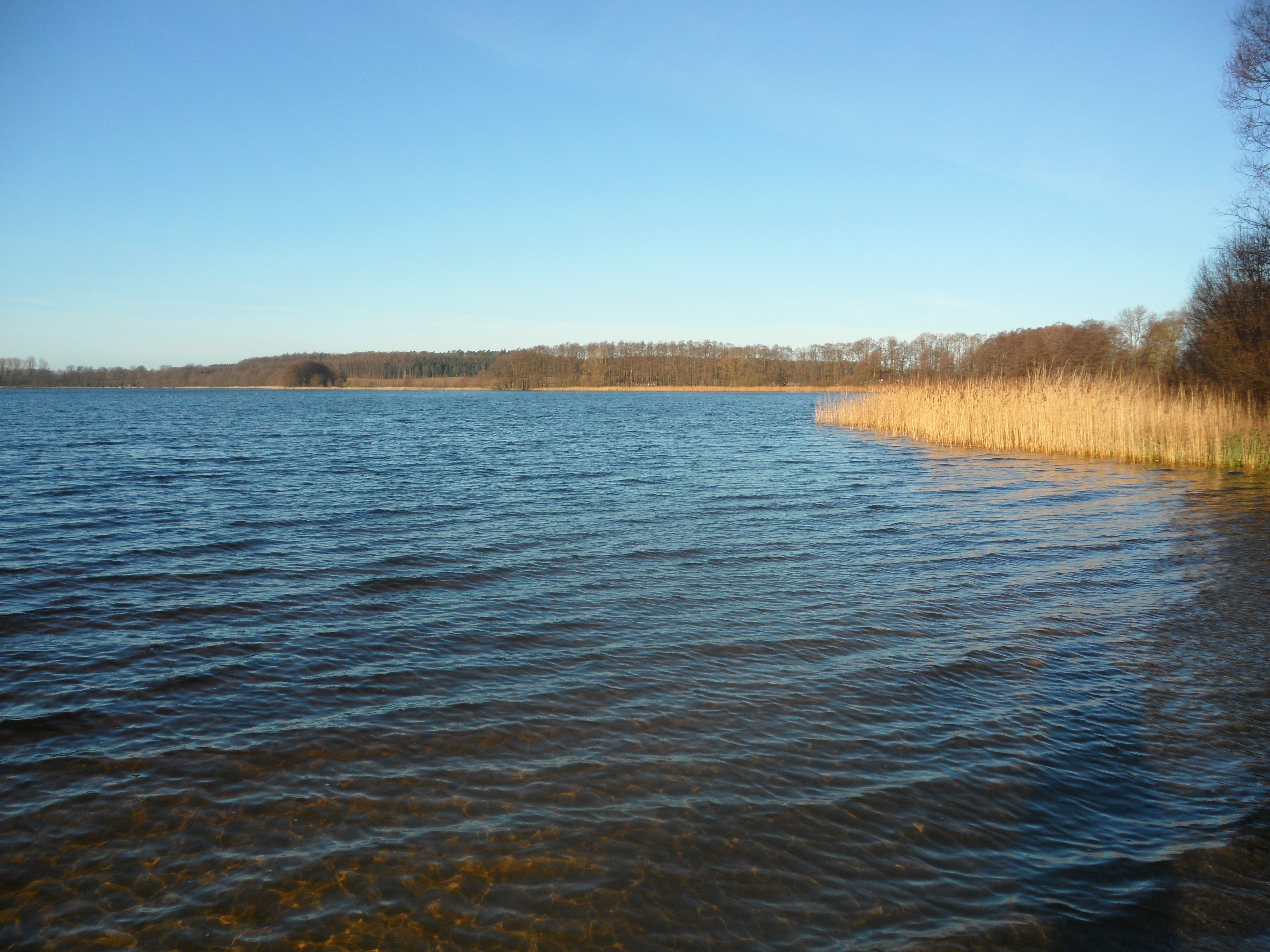

54°3′0.785075″N 10°26′49.703064″E / 54.05021807639°N 10.44713974000°E
塞坎普湖（德語：Seekamper See），是德國的湖泊，位於該國北部石勒蘇益格-荷爾斯泰因州，由塞格貝格縣負責管轄，面積0.45平方公里，平均水深3.9米，最大水深8.7米，水體容量178萬立方米，湖岸線長度3.5公里。